# The Resistance
The Resistance är det brittiska rockbandet Muse femte studioalbum. Albumet släpptes den 14 september 2009 i Europa och den 15 september 2009 i USA. Speciellt med albumet var att Muse producerade det helt på egen hand i Studio Bellini, Lake Como, Italien, utan någon professionell producent. Just detta ska ha bidragit till bandets ökade frihet att skapa precis den typen musik de vill.
Enligt Muse själva är The Resistance deras mest fokuserade album hittills och de har lagt mycket energi på att albumet ska kännas som en slags resa, från början till slut. Därför har de också försökt få ut så mycket som möjligt ur varje spår, så att inget av dem ska kännas överflödigt på albumet.
The Resistance innehåller en mängd olika musikstilar, till exempel klassisk symfonirock (Exogenesis: Symphony), pop och R&B (Undisclosed Desires), jazz och fransk opera (I Belong to You), hårdrock och riffbaserad metal (Unnatural Selection och MK Ultra), arabisk-inspirerad glamrock (United States of Eurasia) samt en ballad i form av Guiding Light.
Kritiker har menat att albumet är oerhört excentriskt och överdrivet medan de som hyllar The Resistance menar precis samma sak, och tycker att "för mycket av allt är helt perfekt".

## Låtlista
Alla låtar är skrivna och komponerade av Matthew Bellamy. 
1. "Uprising" - 5:04
2. "Resistance" - 5:46
3. "Undisclosed Desires" - 3:55
4. "United States of Eurasia (+Collateral Damage)" - 5:47
5. "Guiding Light" - 4:13
6. "Unnatural Selection" - 6:54
7. "MK Ultra" - 4:06
8. "I Belong to You (Mon Cœur S'ouvre à ta Voix)" - 5:38
9. "Exogenesis: Symphony Part I (Overture)" - 4:18
10. "Exogenesis: Symphony Part II (Cross Pollination)" - 3:56
11. "Exogenesis: Symphony Part III (Redemption)" - 4:36

Bonus-DVD
1. "The Making of The Resistance" - 43:53

## Fakta om låtarna

### Uprising
Släpptes som singel den 7 september 2009.

### Resistance
Släpptes som singel den 22 februari 2010

### Undisclosed Desires
Släpptes som digital singel den 16 november 2009.

### Guiding Light
Enligt en intervju med Zane Lowe 2009, sade Matthew Bellamy att under inspelningen av "Guiding Light" var ljudet så pass högt att grannarna kom över och bankade på dörren. Bankandet kan höras närmare slutet av låten om man isolerar trummorna. Bellamy har nämnt att denna låt är influerad av 1980-talets smöriga stadiumrock. Det är också den första låten på skivan med ett gitarrsolo.

### Unnatural Selection
Låten börjar med en kyrkorgel innan trummor och gitarrer sätter in. Den går i mitten av låten in i ett break där man hör ekande gitarrer och Matthew Bellamys röst tränga igenom låten, innan den övergår i ännu ett rockigt riff som avslutar låten.
I låten beskriver Muse det onaturliga urvalet. Med det menas hur vissa människor föds in i rikedomar och privilegium, medan andra föds in i fattigdom utan någon chans att utmana överklassen.

### MK Ultra
Titeln kommer från Project MKUltra, kodnamnet för ett CIA-projekt vars syfte var att använda droger vid tankekontroll och förhör. Enligt Matthew Bellamy handlar låten om "hjärntvätt och psykologisk manipulering som har pågått i världen, bakom stängda dörrar och via medierna under det senaste århundradet".